# پاول زاییچک
پاول زاییچِک (چکی: Pavel Zajíček؛ زادهٔ ۱۵ آوریل ۱۹۵۱) شاعر و آهنگساز اهل کشور جمهوری چک است. او در سال ۱۹۷۳، گروه تجربی DG 307 (نامگذاری شده بر اساس کد تشخیص روانپزشکی که مردان جوان را از خدمت اجباری سربازی معاف می‌کرد) را به همراه نوازنده باس میلان هلاوسا تأسیس کرد. این گروه در آن زمان توسط رژیم کمونیستی تحت تعقیب قرار گرفت و زاییچک (یا «پاول زی») را به یکی از چهره‌های برجسته صحنه زیرزمینی چک در دهه ۱۹۷۰ تبدیل کرد. در سال ۱۹۸۰ از چکسلواکی مهاجرت کرد و در سوئد و سپس در ایالات متحده زندگی کرد. او پس از انقلاب مخملی به چکسلواکی بازگشت و در آنجا به همکاری با DG 307 ادامه داد.